# Bathory
Bathory je švedska skupina, ustanovljena leta 1983 v Stockholmu. So eni izmed pionirjev black in viking metala. Ime so si nadeli po madžarski krvavi grofinji Elizabeti Báthory.

## Zgodovina
Skupino je leta 1983 ustanovil 18-letni Tomas "Quorthon" Forsberg (17.2.1966 - 3.6.2004). Po številnih menjavah članov in imena benda so se dokončno odločili za ime Bathory. Istega leta so že posneli dve skladbi za kompilacijo Scandinavian Metal Attack in doživeli nepričakovano dober odziv fenov. Ni trajalo dolgo da so od založbe Tyfon Grammofon dobili povabilo za snemanje studijskega albuma v celotni dolžini. 
Kljub temu da je album Black metal skupine Venom vseboval že nekatere elemente blacka - in ki je navsezadnje novemu žanru dal tudi ime - pa je verjetno album Bathory s satanističnimi besedili in nečloveškim vokalom tisti, ki je utemeljil ta žanr. Naslednja dva albuma, The Return in Under the Sign of the Black Mark veljata za albuma, ki sta vplivala na razcvet Norveškega black metala v začetku devetdesetih, ki je danes tako zelo opevan.
Leta 1988 Bathory izdajo svoj verjetno najboljši album, Blood Fire Death. Kljub temu, da vsebuje kar nekaj black metal elementov, pa sta počasnejši ritem ter bolj epska besedila položila temelje novonastali zvrsti, viking metalu. Z izdajo naslednjega albuma, Hammerheart, so Bathory presenetili mnogo svojih fenov. Skladbe so počasnejše, bolj epske ter atmosferične, govorijo pa o vikingih in skandinavski mitologiji. S tem so postali pionirji viking metal glasbe. Ta stil igranja je tudi na ploščah Twilight of the Gods in Blood on Ice. 
Z 1994. leta izdanim albumom Requiem Bathory še enkrat več spremenijo svoj stil igranja. Tokrat zvenijo bolj thrashevsko, v stilu Bay area Thrash metal bendov osemdesetih. Naslednja dva albuma kritiki ponovno uvrščajo v viking metal. Na albumih Nordland (2002, 2003) zopet najdemo stil thrash metal zvokov sredine devetdesetih.
Junija 2004 so Quorthona našli mrtvega na njegovem domu, umrl je zaradi srčne kapi.
Septembra 2009 je v neki reviji bil objavlen članek da je bil Quorthon tudi na skrivaj poročen z neko nemško plemkinjo E.N in naj bi imel z njo tudi otroke:
Sin Arnulf N-Forsberg ? sin Ragnar (Räari) N-Forsberg sin Asgeir N-Forsberg ? hči Yngvild N-Forsberg ? in še 6 otrok ki ni bilo navedenih imen.

## Diskografija
- Bathory (1984)
- The Return (1985)
- Under the Sign of the Black Mark (1986)
- Blood Fire Death (1988)
- Hammerheart (1990)
- Twilight of the Gods (1991)
- Requiem (1994)
- Octagon (1995)
- Blood On Ice (1996)
- Destroyer of Worlds (2001)
- Nordland I (2002)
- Nordland II (2003)

## Zasedba
- Quorthon - kitara, vokal, glasba in besedila

### Bivši člani
- Freddan (Fredrick Hanoi) - bas kitara (1983-1984)
- Jonas Åkerlund (Vans McBurger) - bobni (1983-1984)
- Vvornth - bobni (1989-1991)
- Kothaar - bas kitara (1989-1991)
- The Animal - vokal (1983)

## Povezave
- Bathory uradna stran